# Literatura hiszpańska okresu romantyzmu

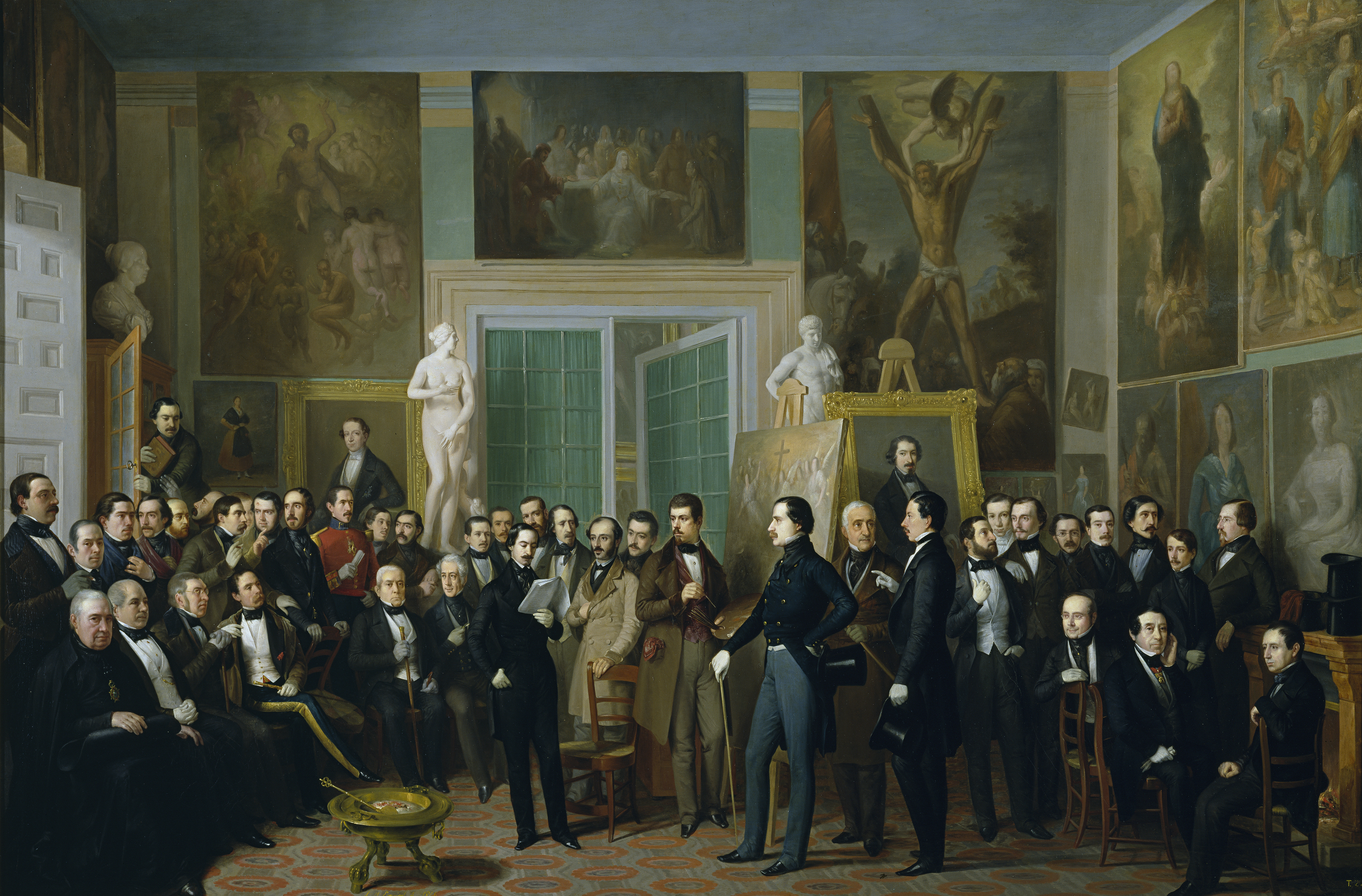
Obraz Współcześni poeci (1846), pędzla Antonio Marii Esquivela. Na obrazie malarz przedstawia wielu pisarzy należących do hiszpańskiego romantyzmu, będących często politykami, malarzami, muzykami, aktorami, intelektualistami. Przedstawieni są: Antonio Ferrer del Río (1814-1872), Juan Eugenio Hartzenbusch (1806-1880), Juan Nicasio Gallego (1777-1853), Antonio Gil y Zárate (1793-1861), Tomás Rodríguez Rubí (1817-1890), Isidoro Gil y Baus (1814-1866), Cayetano Rosell y López (1817-1883), Antonio Flores (1818-1866), Manuel Bretón de los Herreros (1796-1873), Francisco González Elipe, Patricio de la Escosura (1807-1878), José María Queipo de Llano, hrabia Toreno (1786-1843), Antonio Ros de Olano (1808-1887), Joaquín Francisco Pacheco (1808-1865), Mariano Roca de Togores (1812-1889), Juan González de la Pezuela (1809-1906), Ángel de Saavedra, książę de Rivas (1791-1865), Gabino Tejado (1819-1891), Francisco Javier de Burgos (1824-1902), José Amador de los Ríos (1818-1878), Francisco Martínez de la Rosa (1787-1862), Carlos Doncel (? -1851), José Zorrilla (1817-1893), José Güell y Renté (1818-1884), José Fernández de la Vega, Ventura de la Vega (1807-1865), Luis de Olona (1823-1863), Antonio María Esquivel (1806-1857), Julián Romea (1818-1863), Manuel José Quintana (1772-1857), José de Espronceda (1808-1842), José María Díaz (?- 1888), Ramón de Campoamor (1817-1901), Manuel Cañete (1822-1891), Pedro de Madrazo y Kuntz (1816-1898), Aureliano Fernández-Guerra (1816-1891), Ramón de Mesonero Romanos (1803-1882), Cándido Nocedal (1821-1885), Gregorio Romero Larrañaga (1814-1872), Bernardino Fernández de Velasco y Benavides, książę de Frías (1873-1851), Eusebio Asquerino (1822-1892), Manuel Juan Diana (1814-1881) y Agustín Durán (1793-1862).

Romantyzm – to ruch rewolucyjny, który pojawił się we wszystkich sferach życia, a w sztuce zerwał ze schematami ustanowionymi w epoce klasycyzmu broniąc fantazji, wyobraźni i irracjonalnych sił ducha. Klasycyzm utrzymywał się nadal u niektórych autorów, ale byli tacy, którzy – jak np. książę de Rivas czy José de Espronceda – początkowo wyznając idee klasycystyczne przeszli następnie dość skwapliwie do romantyzmu. Wielu innych było zdecydowanymi romantykami od samego początku.
Pochodzenie terminu „romantyczny” nie jest jasne, a poza tym romantyzm rozwija się różnie w różnych krajach. W Anglii pojawia się już w wieku XVII w znaczeniu nierealny. Samuel Pepys (1633-1703) używa go w znaczeniu wzruszający i miłosny. James Boswell (1740-1795) używa terminu romantic w swoim Account of Corsica na wyrażenie czegoś pełnego namiętności i emocji. W Niemczech przymiotnik romantyczny został użyty przez Johanna Gottfrieda Herdera jako synonim wyrazu średniowieczny. Później określenie romanhaft (powieściowy, zmyślony) zostało zastąpione przez inny przymiotnik o znaczeniu bogatszym o odcień emocji i namiętności, a mianowicie romantisch (romantyczny). We Francji Jean-Jacques Rousseau posługuje się terminem romantique w opisie Jeziora Genewskiego. Słownik Akademii Francuskiej wymienia romantique w znaczeniu ogólnym i literackim. W Hiszpanii, aby spotkać się z tym terminem, trzeba czekać aż do roku 1805, kiedy pojawia się wyraz romancista, oznaczającego kogoś lub coś związanego z powieścią rycerską lub sentymentalną. W latach 1814 i 1818 po wielu sporach używa się podobnych w brzmieniu określeń romanesco (w obecnym znaczeniu rzymski; zmyślony), romancesco (obecnie zmyślony, powieściowy), románico (obecnie romański) i romántico (obecnie romantyczny; sentymentalny).
Prekursorami romantyzmu, który rozwinął się w Europie i w Ameryce, są francuski myśliciel Rousseau (1712-1776) i niemiecki dramatopisarz Goethe (1749-1832). Pod ich wpływem romantycy zaczęli tworzyć dzieła mniej doskonałe i formalnie mniej poprawne, ale głębsze i bardziej wewnętrzne. W swoich poszukiwania zwracali się ku tajemniczości i narzucali prawa uczuć. Ich dewizą była wolność we wszystkich aspektach życia.
W Hiszpanii romantyzm pojawił się później, trwał krótko i był bardziej intensywny, a to dlatego że drugą połową XIX wieku zawładnął realizm, nurt o cechach przeciwstawnych w stosunku do charakteru literatury romantycznej.

## Tendencje romantyzmu

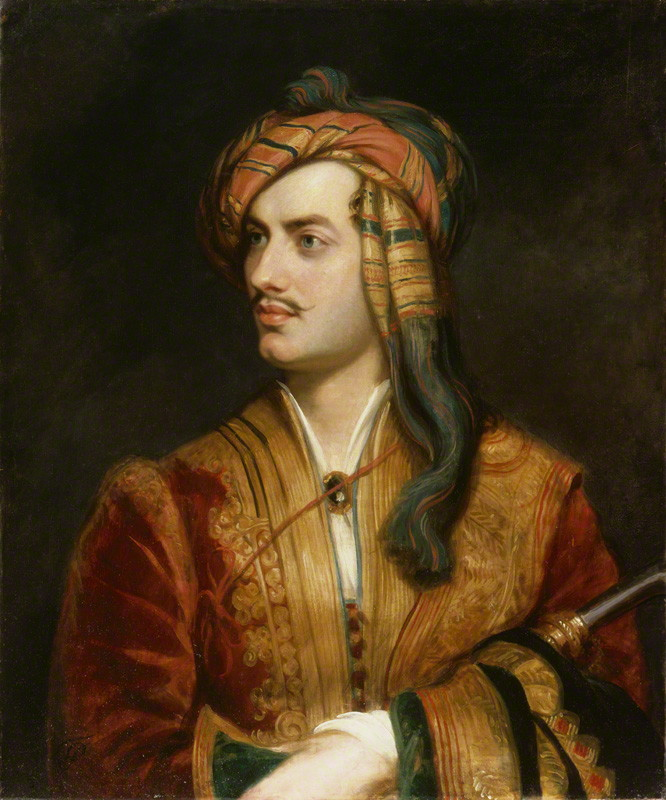
Lord Byron w stroju albańskim, portret Thomasa Phillipsa z roku 1835

Uważa się, że romantyzm w Hiszpanii jest złożony i pogmatwany. Zawiera poważne sprzeczności, bo oscyluje między buntem i ideami rewolucyjnymi a powrotem do tradycji katolickich i monarchistycznych. Wolność polityczną niektórzy z romantyków rozumieją po prostu jako odnowienie wartości ideologicznych, patriotycznych i religijnych, które usunąć chcieli osiemnastowieczni racjonaliści. Do najwyższych wartości wynoszone są chrześcijaństwo, władza królewska i ojczyzna. Do tego romantyzmu tradycyjnego należą Walter Scott w Anglii, Chateaubriand we Francji, a w Hiszpanii książę de Rivas i José Zorrilla. Romantyzm ten, oparty na ideach okresu restauracji absolutyzmu po upadku Napoleona, broni tradycyjnych wartości głoszonych przez Kościół i Państwo. Z kolei inni romantycy jako wolni obywatele zwalczają wszelki ustalony porządek w religii, sztuce i polityce. Od społeczeństwa i od ustawodawców domagają się praw dla jednostki. Tymi romantykami są przedstawiciele romantyzmu rewolucyjnego albo inaczej liberalnego, a najwybitniejszymi z nich są w Anglii Lord Byron, we Francji Victor Hugo, a w Hiszpanii José de Espronceda. Romantyzm rewolucyjny wspiera się na trzech filarach: na poszukiwaniu i uzasadnianiu wiedzy irracjonalnej negowanej przez rozum, na dialektyce heglowskiej i na historycyzmie.

## Costumbrismo
Nurt costumbrismo (od wyrazu costumbre – zwyczaj, obyczaj) koncentruje się na współczesnych mu obyczajach widzianych oczami klas ludowych i posługuje się językiem czystym, wręcz purystycznym. Głównym przedstawicielem kostumbryzmu jest Ramón de Mesonero Romanos, zajmujący miejsce niejako na marginesie romantyzmu i przyjmujący wobec niego postawę ironiczną. Kostumbryzm, powstały na łonie romantyzmu jako oznaka tęsknoty za wartościami i zwyczajami z przeszłości, przyczynił się do upadku ruchu romantycznego i kiedy w początkach realizmu został spopularyzowany, przekształcił się w metodę opisywania rzeczywistości.

## Ramy historyczne
Romantyzm obejmuje pierwszą połowę XIX wieku, będącą okresem silnych napięć politycznych. Konserwatyści bronią swoich przywilejów, zaś zwolennicy wolności i postępu walczą o ich zniesienie. Drogę otwiera sobie laicyzm, a masoneria cieszy się wielkimi wpływami. Tradycyjna myśl katolicka broni się przed nowymi ideami wolnomyślicieli i następców Karla Krausego. Klasa robotnicza wznieca protesty o charakterze anarchistycznym i socjalistycznym ze strajkami i zamachami. Kiedy Europa rozwija znacząco swój przemysł i wzbogaca się kulturowo, Hiszpania pozostaje krajem słabo rozwiniętym i coraz bardziej oddala się od Europy.

## Cechy charakterystyczne romantyzmu

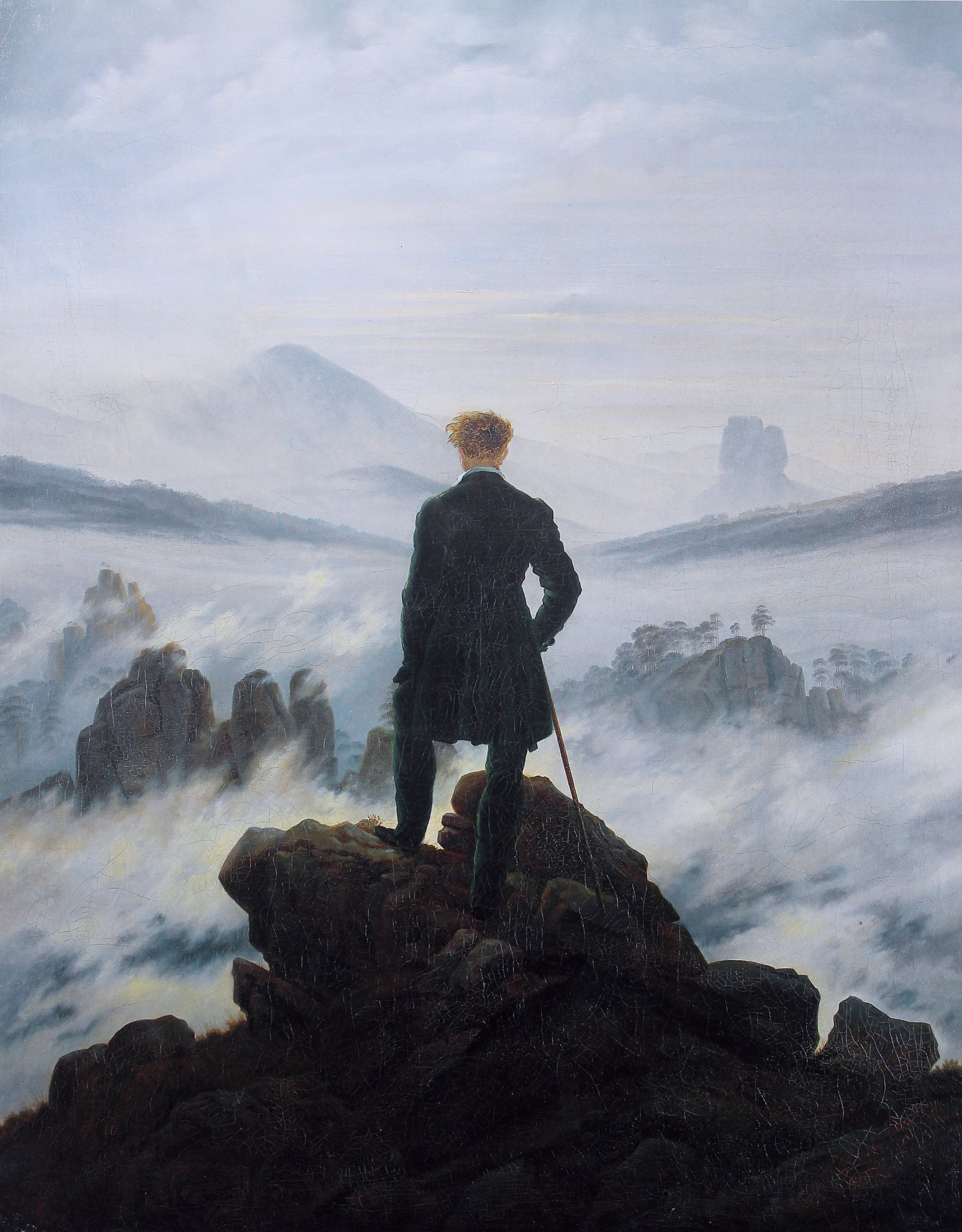
Caspar David Friedrich Wędrowiec nad morzem mgły, Kunsthalle w Hamburgu

- Odrzucenie klasycyzmu. W przeciwieństwie do ścisłego przestrzegania rygoru i zasad w wieku XVIII, pisarze łączą różne gatunki literackie, mieszają metrum wierszy, forma wierszowa przeplatana jest prozą; w teatrze lekceważona jest zasada jedności akcji, miejsca i czasu, a komizm przeplata się z tragizmem.
- Subiektywizm. Niezależnie od gatunku utworu wprawiony w uniesienie duch autora przelewa weń wszystkie uczucia niezadowolenia ze świata, który ogranicza i hamuje lot jego niepokojów w miłości, w społeczeństwie, w patriotyzmie. Natura stapia się ze stanem jego ducha i staje się melancholijna, posępna, tajemnicza, ciemna, w przeciwieństwie do klasyków, którzy ledwo okazywali zainteresowanie pejzażem. Żądze namiętnej miłości, niepokój szczęścia i posiadanie nieskończoności wywołują u romantyka zmartwienie i ogromny zawód, który czasami doprowadza go do samobójstwa, jak to ma miejsce w przypadku Mariano José de Larra.
- Pociąg do ciemności i tajemniczości. Miejsce dla swoich bolesnych namiętności i zawiedzionych uczuć romantycy znajdują w zakątkach tajemniczych i melancholijnych, takich jak ruiny, lasy, cmentarze. Podobnie przyciąga ich to co nadnaturalne, co umyka wszelkiej logice, a więc cuda, przywidzenia, wizje zza grobu, diabolizm, czary.
- Ucieczka od otaczającego świata. Odrzucenie społeczeństwa mieszczańskiego, w którym przyszło mu żyć, sprawia, że romantyk ucieka od swojego otoczenia w egzotykę albo do minionych epok, w których jego ideały górowały nad innymi wzorcami postępowania. W przeciwieństwie do klasyków, którzy podziwiali starożytny świat Greków i Rzymian, romantycy wolą średniowiecze i renesans. Najczęstszymi gatunkami literackimi są powieść, legenda i dramat historyczny.

## Początki
Romantyzm przyszedł do Hiszpanii poprzez Andaluzję i Katalonię.
- W Andaluzji: Juan Nicolás Böhl de Faber (konsul pruski w Kadyksie, ojciec pisarki Fernán Caballero) opublikował w latach 1818 i 1819 w Diario Mercantil Kadyksu serię artykułów, w których bronił teatru z okresu hiszpańskiego Złotego Wieku, teatru zawzięcie atakowanego przez klasyków. Przeciwko niemu wystąpili José Joaquín de Mora i Antonio Alcalá Galiano, posługujący się argumentami tradycjonalistycznymi, antyliberalnymi i absolutystycznymi. Mimo że obaj reprezentowali nowoczesną literaturę europejską, idee Böhla de Fabera były dla nich nie do przyjęcia, ponieważ tkwiły w Oświeceniu.
- W Katalonii: El Europeo, czasopismo wydawane w Barcelonie w latach 1823 i 1824 przez dwóch redaktorów włoskich, jednego Anglika i dwóch młodych Katalończyków, Bonaventurę Carlesa Aribau i Ramona Lopeza Solera, stanęło w obronie romantyzmu umiarkowanego i tradycjonalistycznego i na wzór Böhla podważyło całkowicie wartości klasycyzmu. Na łamach tego czasopisma po raz pierwszy przedstawiono ideologię romantyzmu, a dokonał tego Luigi Monteggia w swoim artykule zatytułowanym Romantyzm.

## Poezja

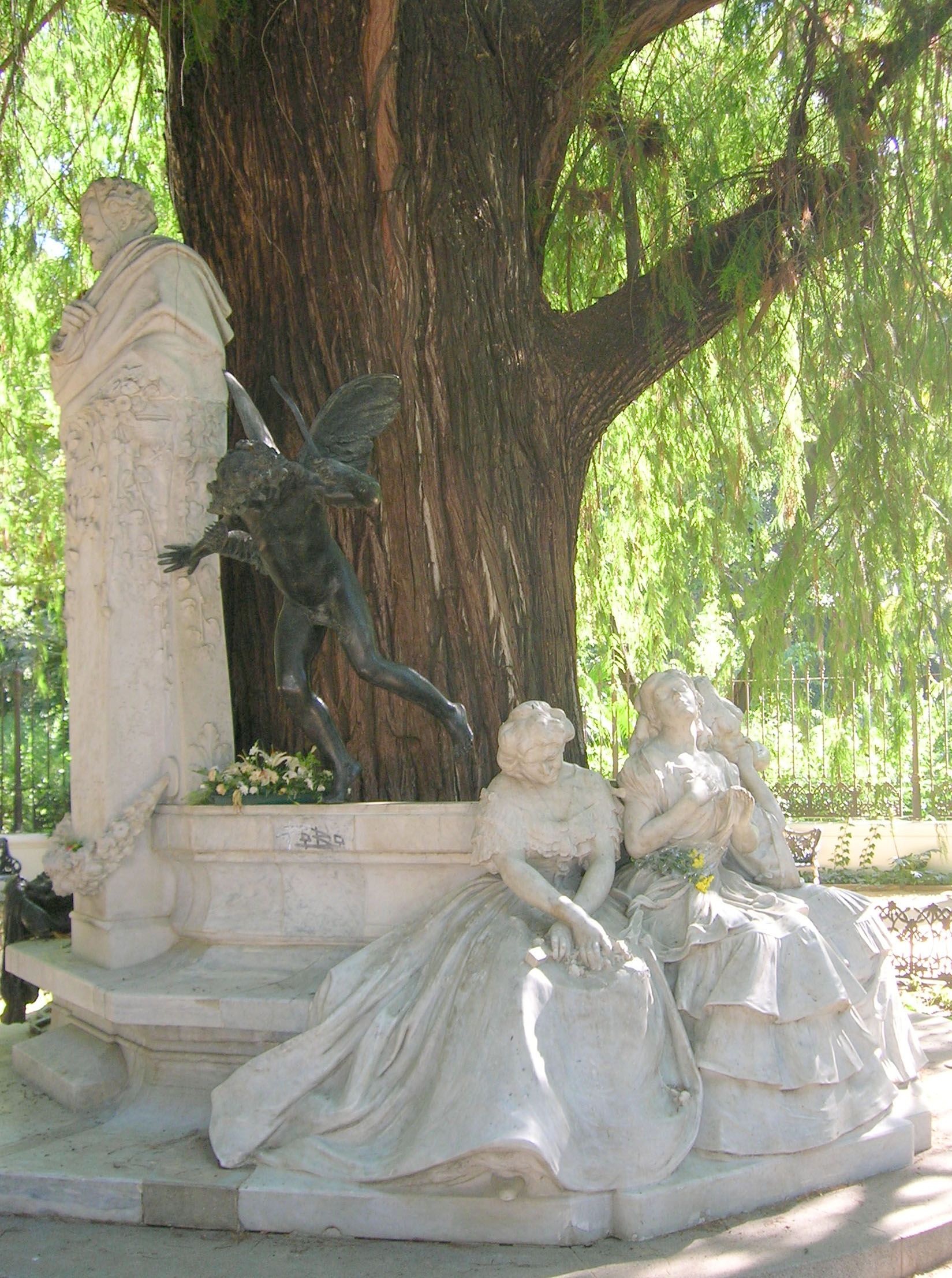
Rzeźba Becquera w Sewilli

Poeci romantyczni piszą swoje wiersze w uniesieniu i w formie poetyckiej oddają wszystko, co czują i co myślą. Część krytyków literackich uważa, że poezja romantyczna zawiera bardzo mocny liryzm, obok którego pojawiają się zdania pospolite i prozaiczne.
Tematyka, którą podejmuje liryka romantyczna są różne:
- Ja, czyli przeżycia własne. Oddać uczucia w poetycki sposób udało się najtrafniej Esproncedzie, który w swojej Pieśni do Teresy pozostawił rozdzierające wyznanie miłości i rozczarowania.
- Namiętna miłość z nagłym i całkowitym oddawaniem się i szybkim porzucaniem, w której może pojawiać się zarówno zachwyt, jak i odraza.
- Tematy historyczne i zaczerpnięte z legend stanowią jedno ze źródeł natchnienia.
- Uczucia religijne, które często przedzierają się poprzez buntowniczość, współczucie, a nawet szatańską egzaltację.
- Roszczenia społeczne, czego przykładem może być dowartościowanie ludzi z marginesu, jak w przypadku żebraków.
- Przyroda pokazywana na wszelkie sposoby i w najrozmaitszych odmianach. Utwory poetów romantycznych rozgrywały się z reguły w niezwykłych warunkach lub miejscach, takich jak cmentarz, burza czy rozszalałe morze.
- Satyra powiązana często z wydarzeniami politycznymi lub literackimi.

Należy wspomnieć, że nowym duchem została dotknięta również stosowana forma poetycka. Jako sprzeciw wobec monotonnego powtarzania klasycznych strof i pieśni ogłoszono prawo do stosowania wszystkich istniejących rodzajów wiersza, do zapożyczania metrum z innych języków i do wprowadzania wszelkich niezbędnych nowości. Romantyzm doszedł zarówno tutaj, jak i pod innymi względami do takich samych zuchwałych posunięć, jakich później dokonywali moderniści z końca wieku.

### José de Espronceda

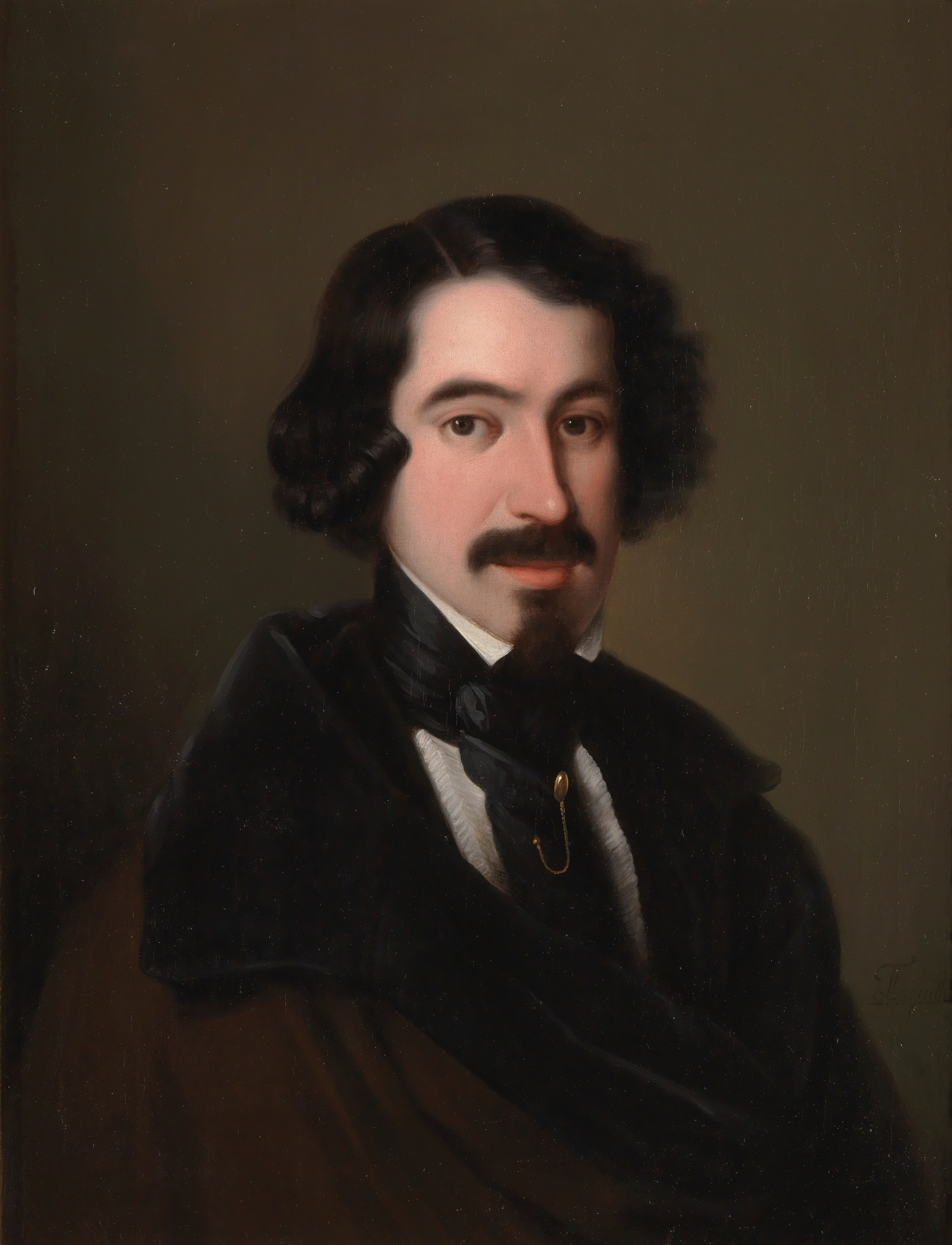
José de Espronceda

Urodził się w roku 1808 w Almendralejo (prowincja Badajoz). Założył tajne stowarzyszenie Numantyjczyków, którego celem było obalenie despotycznego rządu. Za czyn ten został internowany. W wieku 18 lat ucieka do Lizbony i nawiązuje kontakt z wygnańcami liberałami. Poznaje też tam Teresę Manchę, z którą mieszka później przez jakiś czas w Londynie. Prowadzi aktywną działalność polityczną, a w roku 1833 wraca do Hiszpanii. Ponieważ prowadzi życie lekkomyślne, burzliwe i awanturnicze, Teresa Mancha odchodzi od niego w roku 1838. Kiedy jest już bliski ponownego ożenku z inną kobietą, umiera w Madrycie w roku 1842.

Batallas, tempestades, amoríos,
por mar y tierra, lances, descripciones
de campos y ciudades, desafíos
y el desastre y furor de las pasiones,
goces, dichas, aciertos, desvaríos,
con algunas morales reflexiones
acerca de la vida y de la muerte,
de mi propia cosecha, que es mi fuerte.
(Walki, burze, miłostki,
na ziemi i na morzu, przygody, opisy
wsi i miast, wyzwania
i klęski i wściekłość namiętności,
rozkosze, momenty szczęścia, sukcesy, wyskoki,
z kilku chwilami moralnego zastanowienia
nad życiem i nad śmiercią,
i nad moim własnym plonem, a on jest moją mocą.)

Espronceda uprawiał główne gatunki literackie, a więc powieść historyczną (Sancho Saldaña czyli Kastylijczyk z Cuellaru – 1834) oraz poemat epicki (El Pelayo), ale najważniejszymi jego dziełami są utwory poetyckie. Swoje Poezje wydał w roku 1840 po powrocie z wygnania. Był to zbiór utworów bardzo różnych, obejmujący zarówno wiersze młodzieńcze o wydźwięku klasycznym, jak i poezje wzniośle romantyczne. Te ostatnie są najważniejsze; poeta wywyższa w nich przedstawicieli najbardziej skrajnego marginesu społecznego: Pieśń pirata, Kat, Żebrak, Pieśń Kozaka. Głównymi dziełami poetyckimi Esproncedy są Student z Salamanki (1840) i Diabelski świat (1841).
- Student z Salamanki: Poemat zawiera około dwa tysiące wierszy o różnym metrum i opowiada o występkach don Feliksa de Montemar, którego ukochana Elwira umiera z miłości, kiedy on ją porzuca. Później nocą Feliks widzi zjawę, błądzi za nią ulicami i ogląda swój własny pogrzeb. W domu umarłych poślubia martwą Elwirę i umiera.
- Diabelski świat: Utwór nie został nigdy dokończony. Składa się z 8100 wierszy polimetrycznych i miał być epopeją ludzkiego życia. W pieśni drugiej (Pieśń do Teresy), zajmującej znaczną część poematu, poeta wspomina swoją miłość do Teresy i opłakuje jej śmierć.

### Inni poeci

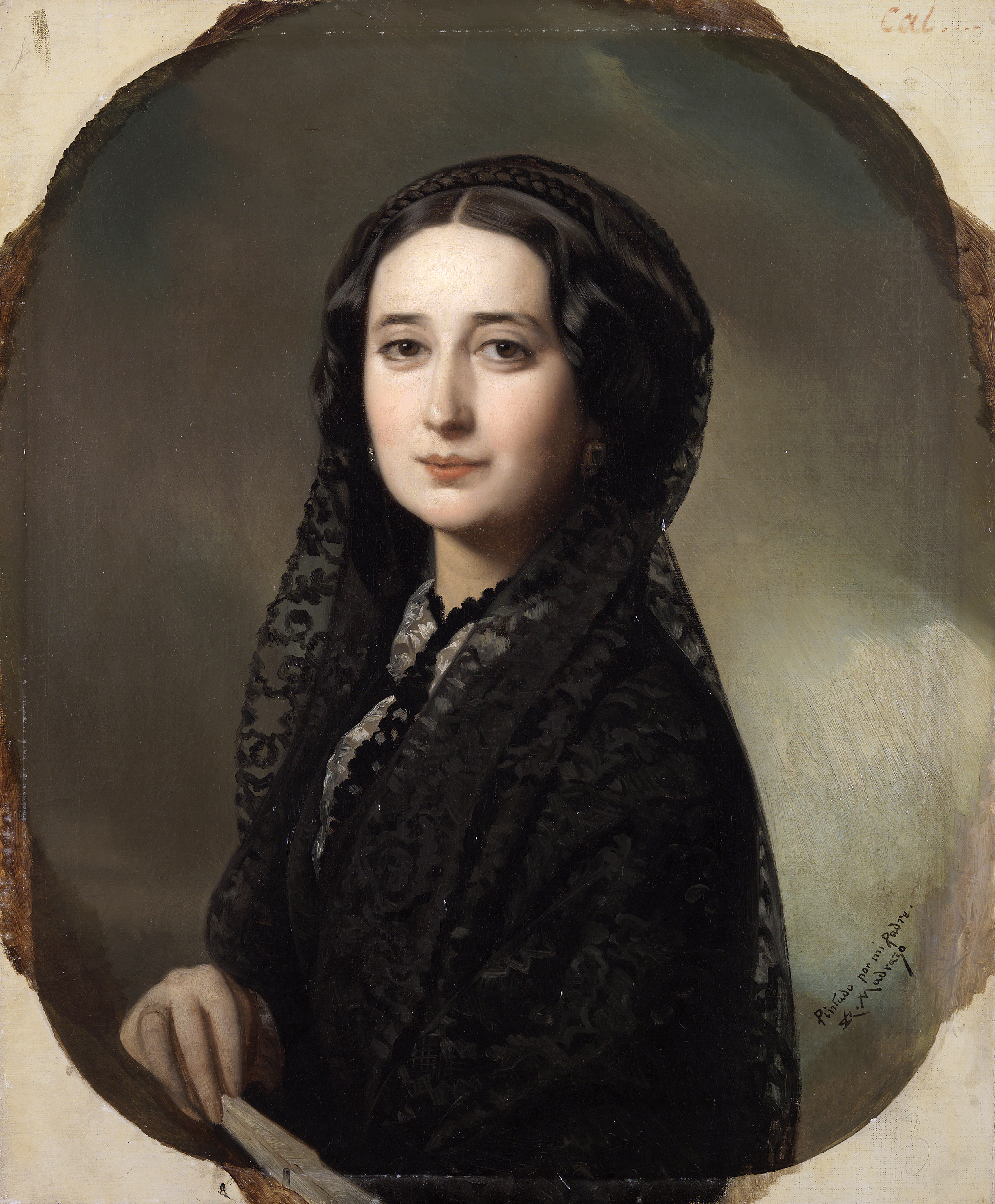
Carolina Coronado

Mimo że liryka romantyczna trwała w Hiszpanii bardzo krótko, pojawili się jednak poeci godni zauważenia, tacy jak Juan Arolas (1805-1873) z Barcelony i Nicomedes Pastor Diaz (1811-1863) z Galicji, Gertrudis Gómez de Avellaneda (1814-1873) urodzona na Kubie i Pablo Piferrer (1818-1848) z Barcelony. Ten ostatni, mimo że pisał wyłącznie po hiszpańsku, uznawany jest za jednego z prekursorów romantyzmu w Katalonii.

#### Carolina Coronado
Na szczególną uwagę zasługuje Carolina Coronado, urodzona w Almendralejo w roku 1823, a zmarła w Lizbonie w roku 1911. Większą część dzieciństwa spędziła na wsi estremadurskiej i bardzo wcześnie ujawniła się jako poetka. Wyszła za mąż za amerykańskiego dyplomatę i mieszkała za granicą w wielu krajach. Nieszczęścia rodzinne sprawiły, że szukała samotności i znalazła ją w Lizbonie, gdzie też zmarła w roku 1911. Jej głównym dziełem są Poezje (1852).

## Proza
W romantyzmie pojawia się wielkie zapotrzebowanie na fikcję literacką, na powieści z przygodami i atmosferą tajemniczości, ale twórczość rodzima jest pod tym względem stosunkowo skąpa. Tłumaczono za to obce dzieła i do roku 1850 krążyło już po Hiszpanii ponad tysiąc tłumaczeń utworów z gatunku powieści historycznej, sentymentalnej, popularnej (felietonowej) i dworskiej. Były to powieści głównie takich pisarzy jak Aleksander Dumas, René Chateaubriand, Walter Scott, Victor Hugo. Proza hiszpańska ogranicza się głównie do powieści, prozy naukowej, publicystyki dziennikarskiej i bardzo aktywnego w Hiszpanii kostumbryzmu.
W pierwszym ćwierćwieczu wyróżnić można cztery rodzaje powieści: moralizatorsko-edukacyjną, sentymentalną, powieść grozy i powieść antyklerykalną. Z tych czterech rodzajów najczystszy charakter romantyczny ma powieść antyklerykalna, jednak romantyzm wyrażać się będzie najczęściej w powieści historycznej.

### Powieść historyczna

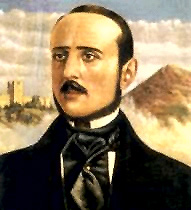
Enrique Gil y Carrasco.

Powieść historyczna czerpie swój wzór z twórczości Waltera Scotta, którego 80 utworów przetłumaczono na język hiszpański, a z których najbardziej reprezentatywny jest Invanhoe. W hiszpańskiej powieści historycznej występują dwie tendencje: liberalna i umiarkowana. Z kolei w ramach tendencji liberalnej pojawiają się dwa prądy: antyklerykalny i populistyczny. Tendencja umiarkowana wyraża się głównie w tradycjonalizmie i katolicyzmie. Najważniejszymi autorami powieści hiszpańskich są:
- Enrique Gil y Carrasco (ur. w Villafranca del Bierzo w roku 1815, zm. w Berlinie w roku 1846). Był adwokatem i dyplomatą. Jest autorem Pana Bembibre, najlepszej powieści hiszpańskiej spośród wszystkich powstałych pod wpływem twórczości Waltera Scotta.
- Francisco Navarro Villoslada (1818-1895). Napisał serię powieści historycznych u schyłku okresu romantycznego, kiedy zaczynał się już szczyt epoki realizmu. Czerpał natchnienie z tradycji baskijskich, umieszczonych w atmosferze średniowiecza. Najsłynniejszym jego dziełem jest Amaya, czyli Baskowie VIII wieku. W powieści tej przedstawia Basków, którzy jednoczą się z Wizygotami w walce z najazdem muzułmanów.
- Obok tych dwóch pisarzy swój udział w powieści historycznej mieli również Mariano José de Larra, Serafín Estébanez Calderón i Francisco Martínez de la Rosa.

### Proza naukowa
Większość dzieł z tego zakresu zrodziła się z dyskusji, jakie odbywały się w zgromadzeniu narodowym w związku z Konstytucją z Kadyksu. Głównymi przedstawicielami prozy naukowej są Juan Donoso Cortés (1809-1853) i Jaime Balmes Urpià (1810-1848).
- Juan Donoso Cortés wywodzi się z nurtu liberalnego, ale kończy jako obrońca koncepcji katolickich i despotycznych. Głównym jego dziełem jest Esej o katolicyzmie, liberalizmie i socjalizmie, wydany w roku 1851. Esej ten, napisany w stylu uroczystym i obliczonym na wywieranie wrażenia, spotkał się z żywą polemiką.
- Jaime Balmes Urpià tkwi wewnątrz sektora konserwatywnego i katolickiego. W jego bogatej twórczości należy zwrócić uwagę na Porównanie protestantyzmu z katolicyzmem w stosunkach z cywilizacją europejską (1842) oraz Kryterium (1845).

## Obrazki obyczajowe
W latach dwudziestych i siedemdziesiątych XIX wieku rozwinęła się w Hiszpanii literatura kostumbrystyczna w formie tzw. obrazków obyczajowych. Obrazkiem obyczajowym był niewielki utwór napisany prozą, który nie zawierał żadnych argumentów prowadzących do wnioskowania, a był jedynie szkicem opisującym styl życia w danej epoce, jakiś pospolity obyczaj lub stereotyp osobowy. Niektóre obrazki, jak np. artykuły Larry, zawierały dużo treści satyrycznej. Kostumbryzm pojawia się jako efekt mającej swój wzór we Francji romantycznej tendencji do uwydatniania tego, co różne i szczególne. Powstają tysiące utworów kostumbrystycznych, czego dodatkowym skutkiem w Hiszpanii jest ograniczenie rozwoju powieści. W powieści bowiem przeważała narracja i bohaterowie indywidualni, natomiast obraz obyczajowy sprowadza się do opisu reprezentantów pewnej grupy (toreador, sprzedawczyni kasztanów, woziwoda i inni). Powstają całe zbiory artykułów tego rodzaju, jak na przykład Hiszpanie malowani przez siebie samych (Madryt, Ignacio Box, 1843–1844, wydanie dwutomowe, powtórzone w jednym tomie w roku 1851). Wśród autorów tego gatunku wyróżniają się Ramón Mesonero Romanos z Madrytu i andaluzyjczyk Serafín Estébanez Calderón.

### Ramón de Mesonero Romanos, Ciekawski Gaduła

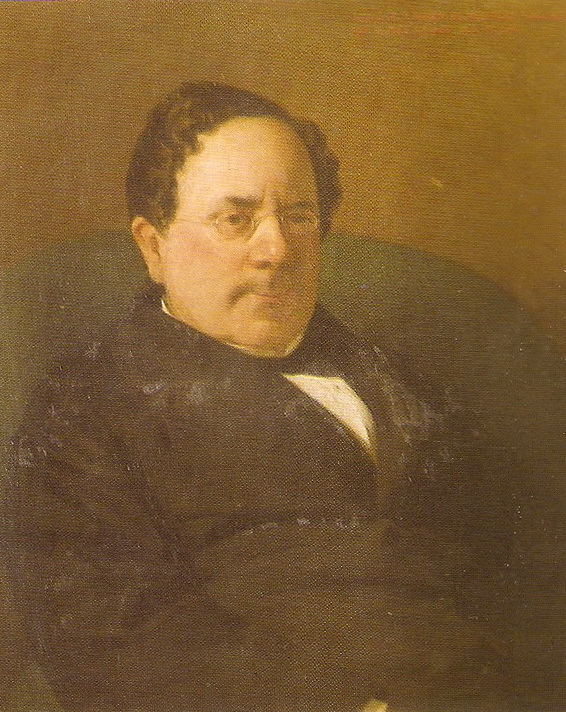
Mesonero Romanos

Mesonero Romanos urodził się i umarł w Madrycie (1803-1882). Był członkiem Akademii Hiszpańskiej i spokojnym obywatelem. W swoich poglądach był przeciwnikiem romantyzmu, ale jednocześnie był bacznym obserwatorem otaczającego go życia. Znano go pod pseudonimem El curioso parlante (Ciekawski Gaduła).
W zasadniczej części swojej twórczości poświęcił się kostumbryzmowi, ale napisał również Pamiętniki siedemdziesięciolatka, nawiązujące do osób i zdarzeń, które znał z okresu od 1808 do 1850 roku. Obrazy obyczajowe zawarł w tomach Madrycka panorama i Sceny madryckie.

### Serafín Estébanez Calderón, Samotnik
Urodził się w roku 1799 w Maladze, a zmarł w roku 1867 w Madrycie. Piastował wysokie urzędy polityczne. Wykazywał tendencje konserwatywne, chociaż za młodu był liberałem. Wydał szereg różnych poezji i jedną powieść historyczną Chrześcijanie i maurowie, jednak najbardziej znanym jego dziełem jest zbiór obrazów obyczajowych Sceny andaluzyjskie (1848), zawierający takie obrazy jak Bolero, Jarmark w Mairenie, Bal w Trianie, Filozofowie garkuchni.

## Twórczość dziennikarska

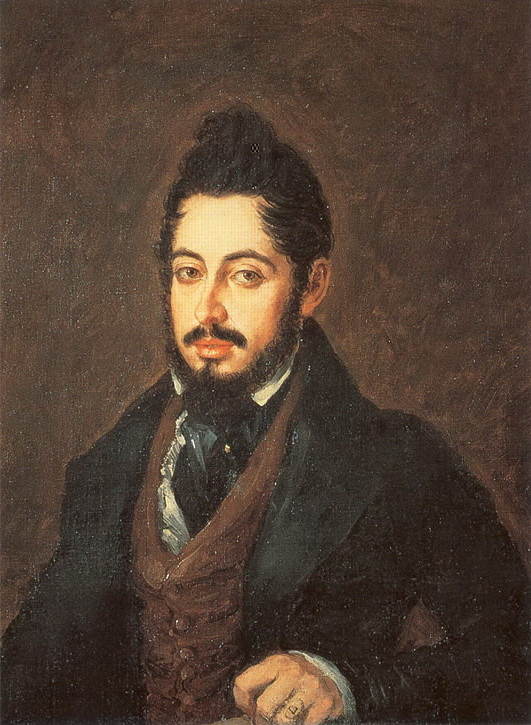
Mariano José de Larra
W tym pełnym wstrząsów wieku XIX rola czasopism jest kluczowa. Barceloński przegląd El Europeo (Europejczyk, 1823-1824) publikuje artykuły na temat romantyzmu. Za pośrednictwem El Europeo znane stają się w Hiszpanii nazwiska Byrona, Schillera i Scotta. Prasa jest także bronią w walce politycznej, dlatego nie można nie wspomnieć czasopism polityczno-satyrycznych Trzylecia Liberalnego – El Zurriago (Bicz), La Manopla (Bat) –, przez które przewijają się nie tylko tematy społeczne, ale także szkice obyczajowe, będące oczywistymi zwiastunami twórczości Larry.
Po śmierci Ferdynanda VII, która nastąpiła w roku 1833, dochodzi do znacznych zmian w twórczości dziennikarskiej. Do Hiszpanii wracają emigranci, którzy opuścili Hiszpanię po powrocie despotyzmu w roku 1823. Wraz z nowym pokoleniem – czyli pokoleniem Esproncedy i Larry – wyznaczą oni styl epoki, ponieważ na wygnaniu bardzo dużo się nauczyli z daleko bardziej postępowo rozwiniętej prasy angielskiej i francuskiej. W 1836 roku Francuz, Émile de Girardin, zapoczątkował w swojej gazecie La Presse zwyczaj, który miał następnie cieszyć się piorunującym i trwałym sukcesem: publikowanie powieści w odcinkach. Zawsze wpatrzona w kraj sąsiadów prasa hiszpańska skopiowała natychmiast ten pomysł, niemniej szczyt rozwoju tej metody wydawniczej przypadł dopiero na lata 1845-1855.

### Mariano José de Larra, Biedny Gaduła
Mariano José de Larra (1809-1837), syn wygnańca-liberała szybko zdobył sławę dziennikarza-publicysty. Z powodu swojego charakteru nie był człowiekiem miłym. Jego przyjaciel, Mesonero Romanos, wspomina jego wrodzoną zjadliwość, która nie zjednywała mu sympatii. W wieku dwudziestu lat zawarł związek małżeński, który okazał się niepowodzeniem. Skończył życie w wieku dwudziestu ośmiu lat strzelając sobie głowę, prawdopodobnie z powodu kobiety, z którą utrzymywał stosunki pozamałżeńskie.
Znany jest przede wszystkim ze swojej publicystyki, ale uprawiał także inne gatunki, takie jak poezję o charakterze klasycznym i typu satyrycznego (Satyra na przywary dworu), dramatopisarstwo, w ramach którego stworzył tragedię historyczną Macías, i w końcu powieść historyczną, pisząc Pazia Henryka Bolejącego o galicyjskim trubadurze zabitym przez zaślepionego zazdrością małżonka.
Twórczość dziennikarska Larry
Larra napisał ponad dwieście artykułów podpisując je różnymi pseudonimami: Andrés Niporesas, Biedny Gaduła, a najczęściej Fígaro. Podzielić je można na trzy grupy: obyczajowe, krytycznoliterackie i polityczne.
- W artykułach obyczajowych, napisanych w duchu kostumbryzmu, Larra krytykuje życie w Hiszpanii i bardzo boleśnie odczuwa niedoskonałości swojej ojczyzny. Pośród tych utworów na szczególną uwagę zasługują Niech pan przyjdzie jutro (satyra na urzędy publiczne), Walki byków, Ożenić się szybko i źle (z elementami autobiograficznymi) i Grubiański Kastylijczyk (artykuł na temat grubiaństwa chłopów).
- Wychowanie w duchu francuskim nie pozwoliło mu oderwać się całkowicie od wpływów klasycznych, co można zauważyć w artykułach na temat literatury, krytykujących dzieła romantyczne współczesnej mu epoki.
- Jego artykuły polityczne wyraźnie odzwierciedlają wychowanie liberalne i postępowe; są one nacechowane wrogością do despotyzmu, tradycji i karlizmu. W niektórych z nich Larra wyładowuje swoje zapędy rewolucyjne, jak na przykład wtedy, kiedy mówi: „Zabijać za zabijanie i skoro zabijanie musi istnieć, jestem z tymi z ludu.”

## Teatr
Teatrowi klasycznemu nie udało się trafić w gusty Hiszpanów. Na początku XIX stulecia oklaskiwano jeszcze dzieła Złotego Wieku. Klasycy gardzili tą twórczością, ponieważ nie podporządkowywała się regule trzech jedności (akcji, miejsca i czasu) i ponieważ łączyła komizm z dramatyzmem. Dzieła te jednak podobały się poza Hiszpanią i to właśnie dlatego, że były niezgodne z ideałem klasycznym.
W Hiszpanii romantyzm zatriumfował dzięki takim sztukom jak Sprzysiężenie weneckie Francisco Martineza de la Rosy, Trubadur Antonio Garcii Gutierreza, czy też Kochankowie z Teruelu Juana Eugenio Hartzenbuscha, ale kluczowym momentem jest rok 1835, w którym wystawiono sztukę Don Alvaro, czyli siła przeznaczenia księcia de Rivas (1791-1865). Najchętniej uprawianym gatunkiem jest dramat, a wszystkie dzieła sceniczne zawierają elementy liryczne, dramatyczne i epickie. W teatrze panuje wolność pod każdym względem:
- Struktura. Znika narzucona przez Oświecenie zasada trzech jedności. Dramaty mają zazwyczaj pięć aktów i są pisane wierszem, albo na przemian prozą i wierszem, o zmiennym metrum. O ile didaskalia (tekst poboczny) były nie do przyjęcia w utworze klasycznym, o tyle w romantyzmie wręcz obfitują. Powraca na scenę także monolog, ponieważ jest najlepszym sposobem wyrażenia wewnętrznych walk bohaterów.
- Sceneria. Dzięki temu, że akcja utworu teatralnego rozgrywa się w różnych miejscach, staje się ona bardziej dynamiczna. Autorzy umieszczają swoje sztuki w miejscach typowych dla romantyzmu: na cmentarzach, w ruinach, ustroniach, więzieniach itp. Przyroda współdziała z uczuciami i stanem duszy bohaterów.
- Tematyka. Teatr romantyczny lubuje się w legendach, przygodach, tematach rycerskich, tematach zaczerpniętych z historii narodu, z miłością i wolnością jako normą. Sztuki obfitują w sceny nocne, wyzwania do walki, postacie tajemnicze i zamaskowane, samobójstwa, akty dzielności i przejawy cynizmu. Zdarzenia następują po sobie w zawrotnym tempie. Zaś tło utworu nie informuje i poucza, jak chcieli tego klasycy, ale ma wzruszać.
- Postacie. W sztukach wzrosła liczba bohaterów. Bohater-mężczyzna jest zwykle tajemniczy i mężny. Bohaterka jest niewinna, wierna i pełna namiętności. Ale i jego i ją czeka fatalizm przeznaczenia. Śmierć jest wyzwoleniem. Autor romantyczny więcej uwagi poświęca dynamizmowi akcji aniżeli analizie psychologicznej bohaterów.

### Ángel de Saavedra, książę de Rivas

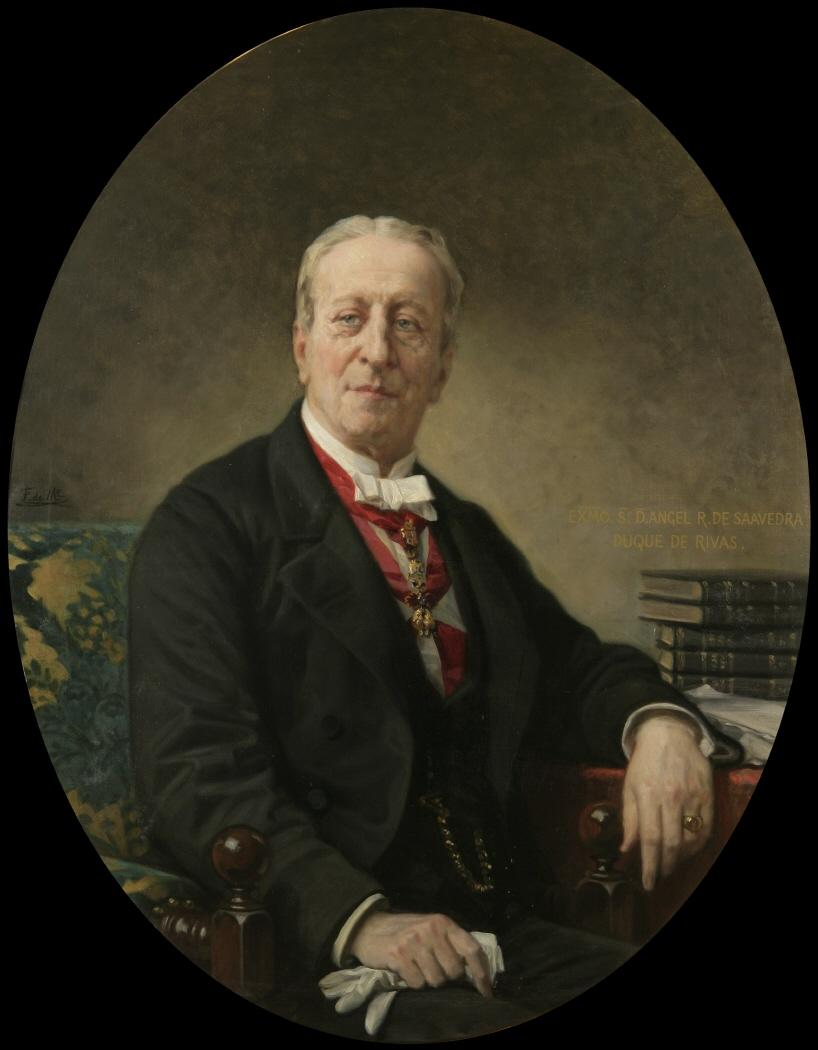
Ángel de Saavedra, książę de Rivas

Ángel de Saavedra y Ramírez de Baquedano (ur. w r. 1791 w Kordowie, zm. w r. 1865 w Madrycie) występował przeciw inwazji francuskiej, a w polityce działał jako zapalony zwolennik postępu. Został z tego powodu skazany na śmierć, ale udało mu się umknąć. Na Malcie poznał pewnego krytyka angielskiego, który nauczył go oceniać teatr klasyczny i nawrócił go na romantyzm. Na wygnaniu mieszkał we Francji, a do Hiszpanii powrócił po dziesięciu latach emigracji, czyli w roku 1834. Opuszczając Hiszpanię, uważał się za liberalnego klasyka; kiedy do niej powracał, był już romantykiem-konserwatystą.
Pełnił różne ważne funkcje publiczne. Podobnie jak większość pisarzy epoki, swoją działalność twórczą rozpoczął od przyjęcia estetyki klasycznej w liryce (Poezje, 1874) i w dramacie (Lanuza, 1822). Do nurtu romantycznego włączał się stopniowo i za cenniejszą część twórczości należy uznać jego wiersze, na przykład Wygnaniec. Wraz z Romancami historycznymi staje się już całkowitym romantykiem.
Swoją sławę zawdzięcza Legendom, ale przede wszystkim utworowi scenicznemu Don Alvaro czyli siła przeznaczenia, którego premiera odbyła się w Teatrze Książęcym (obecnie Teatrze Hiszpańskim) w Madrycie w roku 1835. Ten pierwszy hiszpański dramat romantyczny, zawierający takie nowości jak połączenie prozy z wierszem, podziwiało około tysiąc trzystu widzów.

### José Zorrilla

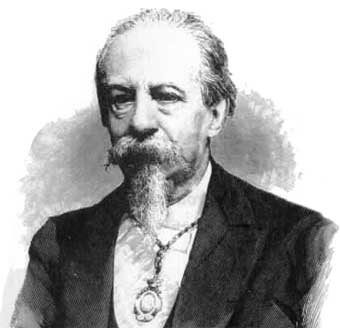
José Zorrilla

Urodził się w roku 1817 w Valladolid, zmarł w roku 1893 w Madrycie. Swoją karierę rozpoczął od odczytania na pogrzebie Larry paru wierszy, którymi zdobył sławę. Ożenił się z wdową starszą o osiemnaście lat od niego. Kiedy małżeństwo kazało się nieudane, uciekł od żony i wyjechał do Francji, a następnie w roku 1855 do Meksyku, gdzie cesarz Maksymilian mianował go dyrektorem Teatru Narodowego. Kiedy w 1866 roku wrócił do Hiszpanii, został entuzjastycznie przyjęty i ponownie się ożenił. Z powodu ciągłego niedostatku pieniędzy zmuszony był za bezcen sprzedać swoje dzieła, w tym między innymi sztukę Don Juan Tenorio. W roku 1886 Kortezy przyznały mu zapomogę.
Twórczość
Zorrila był twórcą bardzo płodnym. Jego poezja sięgnęła zenitu w Legendach, będących rodzajem krótkich dramatów opowiedzianych wierszem. Najważniejsze z nich to Furtianka Małgorzata i Dobremu sędziemu lepszy świadek.
Sławę jednak zawdzięcza bardziej swoim dziełom scenicznym. Wśród jego sztuk na uwagę zasługują. Szewc i król, dramat o śmierci króla don Pedra; Zdrajca nie przyznający się do winy i męczennik, historia znanego cukiernika ze wsi Madrigal, który udawał króla portugalskiego, don Sebastiana; Don Juan Tenorio (1844), najsłynniejsze dzieło Zorilli, tradycyjnie wystawiane w wielu miastach Hiszpanii na początku listopada, poruszające temat słynnego uwodziciela z Sewilli; temat ten został stworzony w wieku XVII przez Tirso de Molinę, nawiązywali do niego jeszcze inni autorzy hiszpańscy i obcy.

### Inni autorzy

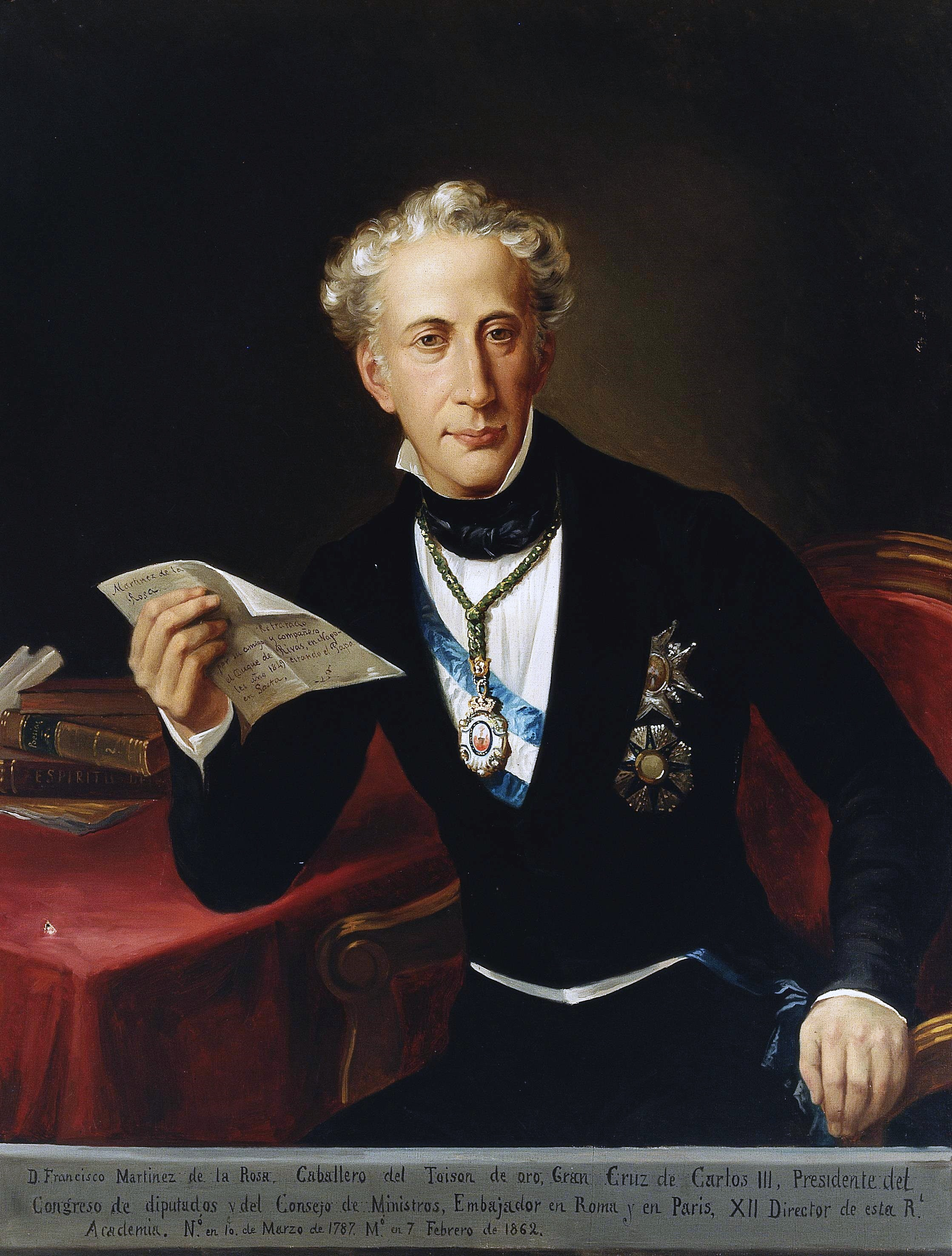
Martínez de la Rosa

#### Francisco Martínez de la Rosa, pisarz przełomowy
Martínez de la Rosa (1787-1862) urodził się w Granadzie. Jako polityk był gorliwym uczestnikiem Zgromadzenia konstytucyjnego w Kadyksie. Z powodu swoich idei liberalnych został uwięziony, a po odzyskaniu wolności wyemigrował do Francji. Kiedy w roku 1833 wrócił do Hiszpanii, stanął na czele rządu. Jego polityka „złotego środka” wobec skrajności lewicy i prawicy nie powiodła się i, mimo że w walce o upragnioną wolność przecierpiał więzienie, wygnanie i zamachy, jego współcześni nadali mu przezwisko Rosita la Pastelera.
Pierwsze jego utwory przesiąknięte są klasycyzmem; przykład: Córka w domu, a matka na balu maskowym. Później, kiedy propagując zasadę złotego środka, stosował nową nie ujawnioną estetykę, napisał swoje główne dzieła Aben Humeya i Sprzysiężenie weneckie.

#### Antonio García Gutiérrez
Urodził się w rodzinie rzemieślniczej w Chiclana de la Frontera (prowincja Cádiz) w roku 1813, a zmarł w Madrycie w roku 1884. Kiedy poświęcił się literaturze i odczuł brak środków do życia, najął się do wojska.
W roku 1836 wystawił Trubadura. Sztuka ta została entuzjastycznie przyjęta przez publiczność, która wywołała go na scenę, wprowadzając w ten sposób w Hiszpanii zwyczaj, który przyjął się już wcześniej we Francji. Dzięki sukcesom pisarzowi udało się wyjść z niedostatku, w którym do tej pory żył. Po wybuchu tzw. Chwalebnej Rewolucji (rewolucji 1868 roku) przyłączył się do rewolucjonistów słowami hymnu skierowanego przeciw Burbonom, który stał się bardzo popularny.

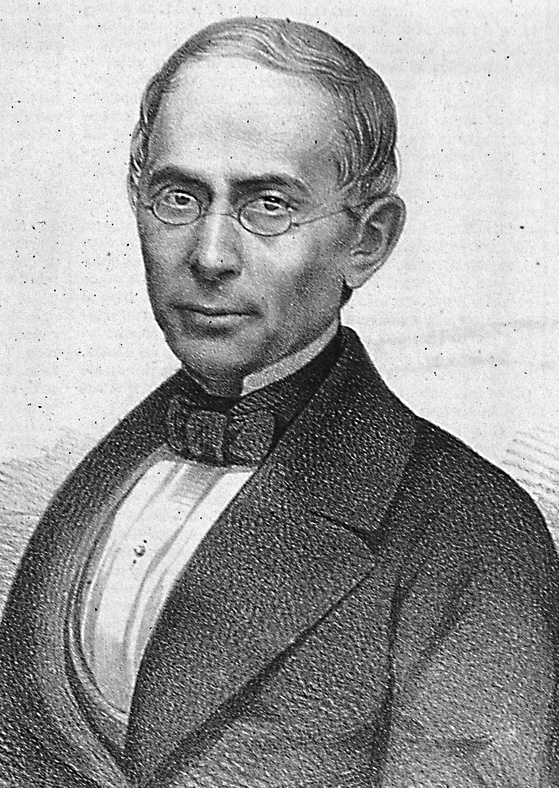
Hartzenbusch

#### Juan Eugenio Hartzenbusch
Urodził się i zmarł w Madrycie (1806-1880). Syn niemieckiego ebanisty i matki Andaluzyjki, wykonywał początkowo zawód swojego ojca. Kiedy więcej czasu poświęcił teatrowi, osiągnął pełny sukces, który przyniósł mu najbardziej znany jego utwór, Kochankowie z Teruelu (1837). W swojej dalszej działalności pisarskiej był twórcą opowiadań, wierszy i obrazów obyczajowych.

#### Manuel Bretón de los Herreros
Urodził się w Quel (prowincja La Rioja) w roku 1796, a zmarł w Madrycie w roku 1873. Działalność literacką rozpoczął bardzo młodo utworami takimi jak Trądzik na starość, Umrzyj, a zobaczysz i Słoma z butów wychodzi. Z romantyzmu pokpiwał, ale niektóre elementy romantyczne znalazły się i w jego dziełach.

## Późny romantyzm (postromantyzm)
W ciągu drugiej połowy XIX wieku istniejące do tej pory zamiłowanie do historii i legend przechodzi na drugi plan, a poezja staje się bardziej sentymentalna i bardziej intymna. Przyczyną tych zmian jest wpływ poezji niemieckiej, który staje się nowym przedmiotem zainteresowania w poezji hiszpańskiej. Szkoła postromantyczna odstawia na bok inne szkoły europejskie, a ulega wpływowi twórczości niemieckiego poety, Heinricha Heinego.
Poezja pozostaje nadal romantyczna, w przeciwieństwie do powieści i teatru, które ulegają tendencjom realistycznym. Forma w poezji nie jest już taka istotna, natomiast na wadze zyskuje strona emocjonalna, którą posiada wiersz. Element narracyjny ustępuje miejsca liryzmowi. Poezja staje się bardziej osobista i intymniejsza. Mniej jest retoryki, a więcej liryki oddającej miłość i namiętność do świata i piękna, stanowiących główny temat. Twórcy poszukują nowych form metrycznych i nowych rytmów. Jednorodność, z której korzystał romantyzm, przekształca się w wielość idei poetyckich. Poezja postromantyczna stanowi przejście z romantyzmu do realizmu.
Okres ten reprezentują tacy poeci jak Gustavo Adolfo Bécquer, Augusto Ferrán i Rosalía de Castro. W bardziej wyrachowanym i mało idealistycznym społeczeństwie okresu ponapoleońskiego nie oni są jednak triumfatorami, bo podziwia się znacznie bardziej twórców poruszających aktualne na owe czasy tematy społeczne; do twórców tych należą Ramón de Campoamor i Gáspar Núñez de Arce, ale ci z kolei nie są zbyt ważni z punktu widzenia krytyki czasów obecnych.

### Gustavo Adolfo Bécquer

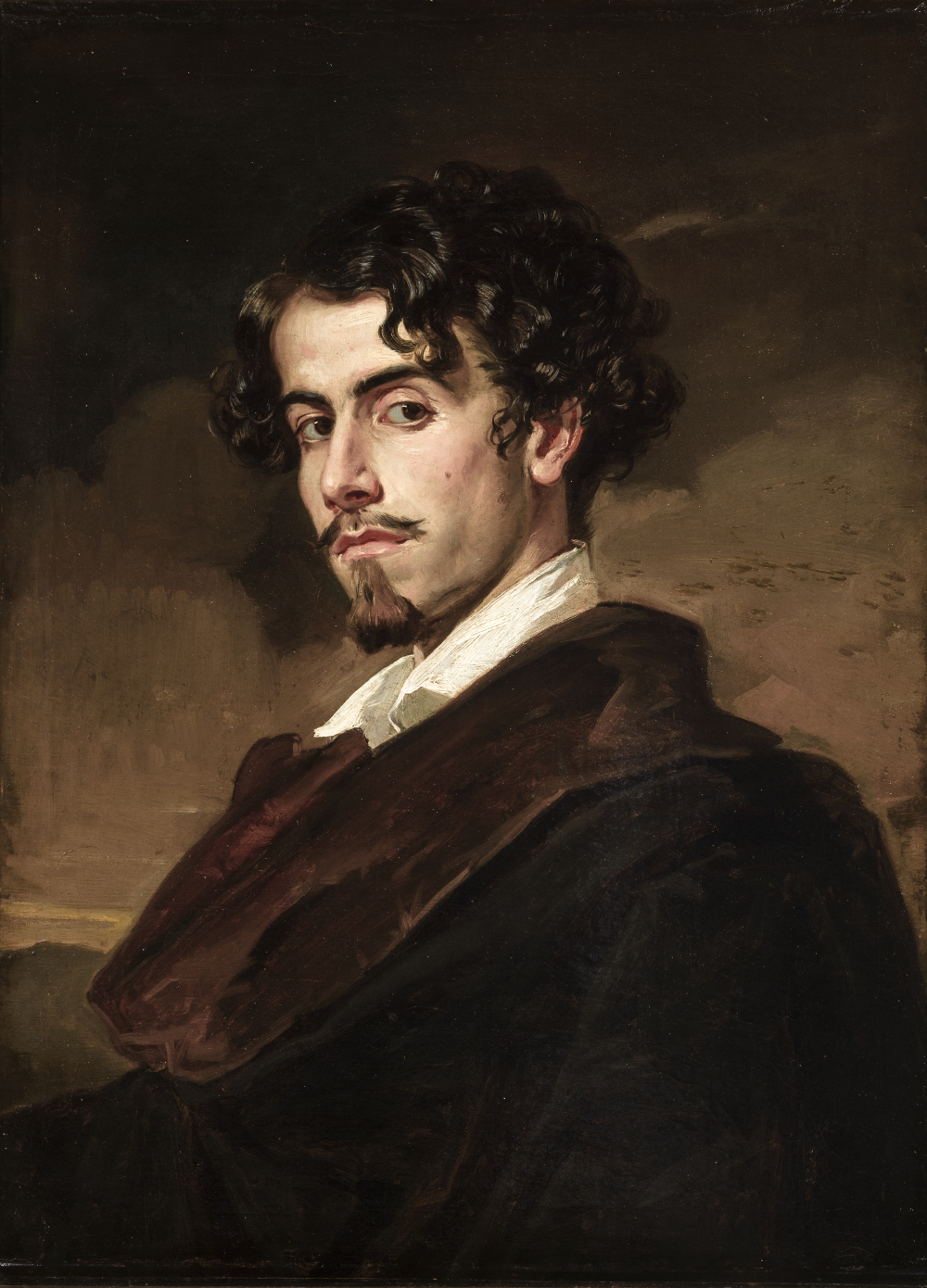
Gustavo Adolfo Bécquer

Urodził się w Sewilli w roku 1836. Mimo że właściwe jego nazwisko – to Domínguez Bastida, podpisywał się drugim członem nazwiska ojca, który je wziął od przodków z Flandrii. Został bardzo wcześnie osierocony. Bardzo pragnął nauczyć się żeglarstwa, ale później rozpoznał swoje właściwe powołanie – pisarstwo.
Proza
Jest twórcą Legend, tj. dwudziestu ośmiu utworów, które zgodnie z ideałem romantycznym nasycone są tajemniczością i rzeczywistością z innego świata. Jest także autorem Listów z mojej celi, będących zbiorem kronik napisanych w czasie pobytu w klasztorze Veruela.
Poezja: Rymy
Napisane w ciągu całego życia wiersze Bécquer zebrał w jedną całość zatytułowaną Rymy. Jest to 79 krótkich wierszy, z których każdy – poza niewielu wyjątkami – liczy sobie dwie do trzech strof, powiązanych asonansami z udziałem wierszy wolnych.

### Rosalía de Castro

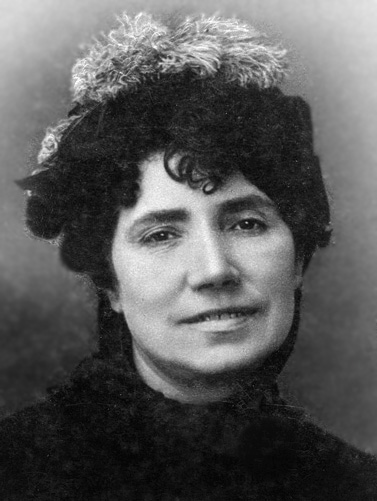
Rosalía de Castro

Urodziła się w Santiago de Compostela w roku 1837, a zmarła w roku 1885 w Iria Flavia (parafia w gminie miejskiej Padrón, prowincja La Coruña). Była dzieckiem nieślubnym, co boleśnie przeżywała. Po zamieszkaniu w Madrycie poznała galicyjskiego historyka, Manuela Murguíę, z którym zawarła związek małżeński. Mieszkali w różnych miejscowościach Kastylii, ale Rosalía nie czuła sympatii do tego regionu, i dlatego ostatecznie osiedlili się w Galicji.
Małżeństwo nie było szczęśliwe. Pojawiały się trudności ekonomiczne w związku z koniecznością utrzymania sześciorga dzieci. Rosalía de Castro umarła na raka w Iria Flavia, ale jej pośmiertne szczątki zostały przeniesione do Santiago de Compostela, dokąd odprowadzał ją tłum, bo była „duszą Galicji”.
Twórczość
Jej twórczość prozatorska nie była zbyt obfita, bo obejmuje pięć powieści, jedno opowiadanie i kilka esejów. W twórczości tej należy wymienić dwie powieści dla kobiet Córkę morza i Flawiusza oraz powieść Kawaler w niebieskich butach, zawierającą podtekst filozoficzno-satyryczny i krytykującą stolicę Hiszpanii i złą literaturę.
Poczytniejsze miejsce w literaturze zapewniła Rosalii de Castro jej poezja. Pierwsze zbiory, Kwiat (1857) i Do mojej matki (1863), zawierają cechy charakterystyczne dla romantyzmu i wiersze na wzór Esproncedy. Najbardziej godnymi uwagi są jednak trzy dzieła:
- Pieśni galicyjskie. Dzieło to powstawało, kiedy poetka przebywała w Kastylii, wspominając z tęsknotą swoją ojczyznę, Galicję. W Kastylii czuje się jak na wygnaniu, ponieważ nie ma tam – jak mówi – szacunku dla tego, co galicyjskie. Pieśni galicyjskie są zbiorem prostych wierszy o popularnych rytmach i tematach. Opiewają one tęsknotę za ziemią rodzinną i gorące pragnienie powrotu.

Airiños, airiños aires,
airiños da miña terra;
airiños, airiños aires,
airiños, levaime a ela.
(Wietrzyki, wietrzyki, wiatry,
wietrzyki z ziemi mojej,
wietrzyki, wietrzyki, wiatry,
wietrzyki, zabierzcie mnie do niej.)

Po opuszczeniu Kastylii obwinia ją o wyzysk biednych kosiarzy galicyjskich:

Premita Dios, castellanos,
castellanos que aborrezco,
qu’antes os gallegos morran
qu’ir a pedirvos sustento.
(Niech Bóg sprawi, Kastylijczycy,
Kastylijczycy znienawidzeni,
aby Galicyjczycy raczej pomarli,
a nie prosili was o pomoc.)

- Świeże liście. W prologu poetka wyjaśnia, że wiersze te są owocem bólu i rozczarowania oraz że opiewa w nich nie samą Galicję, ale własne cierpienie i cierpienie jej rodaków. Ucieka się też do zwrotu ubi sunt, którym wyraża swój żal i skargę, że została pozbawiona szczęścia i minionych złudzeń:

Aquelas risas sin fin,
aquel brincar sin dolor,
aquela louca alegría,
¿por qué acabóu?
(Te śmiechy bez końca,
te podskoki bez bólu,
ta szalona radość,
dlaczego to się skończyło?)
- Nad rzeką Sar. Dla większości krytyków ten zbiór wierszy jest szczytowym dziełem poezji Rosalii de Castro i jako jedyne z trzech tutaj wymienionych zostało napisane po hiszpańsku. Wiersze z tego zbioru za życia poetki nie zostały docenione poza Galicją, ale Pokolenie 98 do nich powróciło. W wierszach Nad rzeką Sar Rosalía zwierza się ze swoich przeżyć wewnętrznych, z miłości i bólu, mówi o ludzkiej niesprawiedliwości, o wierze, śmierci i wieczności.

## Poeci antyromantyczni
Poetów tych można zaliczyć również do realizmu, ponieważ stanęli oni w opozycji do romantyzmu i ponieważ rozwijali swoją twórczość, kiedy romantyzm znajdował się w okresie schyłkowym.

### Ramón de Campoamor
Urodzony w roku 1817 w Navia (Asturia), zmarł w roku 1901 w Madrycie. Reprezentował ideologię umiarkowaną. Był gubernatorem cywilnym i posłem do parlamentu. W książce Poetyka przedstawia swoje dążenie do osiągnięcia „sztuki przez ideę”, zapewniającą utworowi poetyckiemu jasność treści. Idee te poeta starał się urzeczywistnić w swoich Humoradas, Doloras i Pequeños poemas (czyli w trzech zbiorach poezji, których tytuły można by przetłumaczyć odpowiednio: Kaprysy, Ubolewania i Wierszyki). W jednym z wierszy Campoamor mówi:

En este mundo traidor
nada es verdad ni mentira;
todo es según el color
del cristal con que se mira.
(Na tym świecie złudnym
nic nie jest prawdą
ani kłamstwem,
bo wszystko zależy
od koloru szkła, przez które się patrzy.)

Poszczególne Doloras (Ubolewania) zawierają pewną myśl pretendującą do bycia przesłaniem filozoficznym; przykładem może być Kto by umiał napisać! czy też Dudziarz z Gijonu. W Wierszykach, będących zbiorem trzydziestu jeden drobnych utworów, poeta opisuje banalności duszy kobiecej (Pociąg ekspresowy). Z powodu pospolitości pomysłów Campoamor był dla prądu modernistycznego symbolem antypoezji.

### Gaspar Núñez de Arce
Urodzony w roku 1834 w Valladolid, zmarł w roku 1903 w Madrycie. I on także był gubernatorem cywilnym i posłem, a oprócz tego jeszcze ministrem. Jest autorem sztuki teatralnej Wiązka drewna, której wątek rozgrywa się wokół tajemniczej śmierci księcia Karola, syna Filipa II. Do ważniejszych utworów poetyckich należy Ostatni lament lorda Byrona, długi monolog na temat nędzy świata, istnienia wyższej wszechmocnej istoty, polityki. W Wizji brata Marcina Núñez de Arce przedstawia Marcina Lutra, przyglądającego się ze skały narodom, które mają pójść jego śladem.

## Uwaga
Niniejsze opracowanie jest tłumaczeniem artykułu z Wikipedii hiszpańskiej Literatura española del Romanticismo i podana niżej bibliografia pochodzi w całości z oryginału hiszpańskiego.